# Catégorie de modèles
En mathématiques, plus précisément en théorie de l'homotopie, une catégorie de modèles est une catégorie dotée de trois classes de morphismes, appelés équivalences faibles, fibrations et cofibrations, satisfaisant à certains axiomes. Ceux-ci sont abstraits du comportement homotopique des espaces topologiques et des complexes de chaînes. La théorie des catégories de modèles est une sous-branche de la théorie des catégories et a été introduite par Daniel Quillen en 1967 pour généraliser l'étude de l'homotopie aux catégories et ainsi avoir de nouveaux outils pour travailler avec l'homotopie dans les espaces topologiques.
Ces dernières décennies, le langage des catégories de modèles a été utilisé en K-théorie algébrique et en géométrie algébrique, où les approches homotopiques ont mené à des résultats profonds.

## Motivation
Les catégories de modèles fournissent un formalisme naturel pour la théorie de l'homotopie. On peut munir les espaces topologiques d'une structure de catégorie de modèles correspondant à la théorie usuelle. De même, les objets considérés comme des espaces admettent souvent une structure de catégorie de modèles, à l'instar de la catégorie des ensembles simpliciaux.
Une autre catégorie pouvant être munie d'une telle structure est la catégorie des complexes de chaînes de A-modules pour un anneau commutatif A. Dans ce contexte, la théorie de l'homotopie revient à l'algèbre homologique. Ainsi, l'algèbre homotopique de Quillen englobe dans un certain sens l'algèbre homologique et l'on peut ainsi généraliser l'homologie à d'autres objets comme les groupes ou les A-algèbres.

## Définition formelle

### Formulation classique
Une structure de catégorie de modèles sur une catégorie M consiste dans la donnée de trois classes de morphismes distinguées : les équivalences faibles, les fibrations et les cofibrations, et de deux factorisations fonctorielles (α, β) et (γ, δ) satisfaisant aux axiomes suivants.
1. M est complète et cocomplète (i.e. elle possède toutes les petites limites et toutes les petites colimites).
2. Si f et g sont deux flèches de M composables (i.e. telles que gf existe) et que deux flèches parmi f, g et gf sont des équivalences faibles, alors la troisième l'est aussi.
3. Si f est un rétract de g et que g est dans W (resp. C, F), alors f est dans W (resp. C, F).
4. Les cofibrations acycliques ont la propriété de relèvement à gauche par rapport aux fibrations, et les cofibrations ont la propriété de relèvement à gauche par rapport aux fibrations acycliques. Explicitement, si dans le diagramme ci-dessous le carré extérieure commute, avec {\displaystyle i} une cofibration et {\displaystyle p} une fibration telles que {\displaystyle i} ou {\displaystyle p} est acyclique, alors il existe un morphisme {\displaystyle h} qui fait commuter le diagramme.
5. Tout morphisme f de M a deux factorisations fonctorielles[1] l'une comme une cofibration suivie d'une fibration acyclique et l'autre comme une cofibration acyclique suivie d'une fibration.

On appelle {\displaystyle W} la classe des équivalences faibles (weak equivalence), {\displaystyle F} la classe des fibrations et {\displaystyle C} la classe des cofibrations.
Une fibration qui est une équivalence faible est appelée une fibration acyclique, une cofibration qui est aussi une équivalence faible est appelée cofibration acyclique.

### Formulation via les systèmes de factorisation faible
La définition précédente peut être rendue plus succinctement via la définition suivante, que l'on trouve par exemple chez Riehl (Homotopy category theory). Une catégorie de modèles est une catégorie munie de trois classes de morphismes W, F, C telles que :
- M est complète et cocomplète.
- {\displaystyle (C\cap W,F)} est un système de factorisation faible.
- {\displaystyle (C,F\cap W)} est un système de factorisation faible.
- W satisfait à l'axiome 2 précédent.

### Premières conséquences
On peut montrer à partir des axiomes que dans une catégorie de modèles, les cofibrations sont caractérisées par la propriété de relèvement à gauche par rapport aux fibrations acycliques et les fibrations par la propriété de relèvement à droite par rapport aux cofibrations acycliques. Il suffit donc de connaître deux des trois classes pour obtenir la troisième. Cette remarque est fréquemment utilisée dans les exemples. Deux classes sont données avec une définition simple et la troisième se retrouve avec une propriété de relèvement.

## Exemples

### Espaces topologiques
La catégorie {\displaystyle \mathbf {Top} } des espaces topologiques peut être muni d'une structure de catégorie de modèles, en prenant pour {\displaystyle W} la classe des équivalences faibles d'homotopie et comme fibrations la classe des fibrations de Serre. Les cofibrations sont alors définies comme les rétractions de morphismes {\displaystyle g:X\rightarrow Y} exhibant {\displaystyle Y} comme espace obtenu en attachant des cellules à {\displaystyle X}.